# Îlot Sveti Dorde
Sveti Đorđe (en français : Île Saint-Georges) est un des deux îlots dans la côte de Perast dans la baie de Kotor, au Monténégro (l'autre est Gospa od Škrpjela ou Notre-Dame du Rocher). L'îlot fait 0,32 hectares de surface.
L'île contient un monastère bénédictin du XIIe siècle, consacré à Saint Georges et l'ancien cimetière de la vieille noblesse de Perast, plus éloigné de la baie de Kotor.

## Galerie

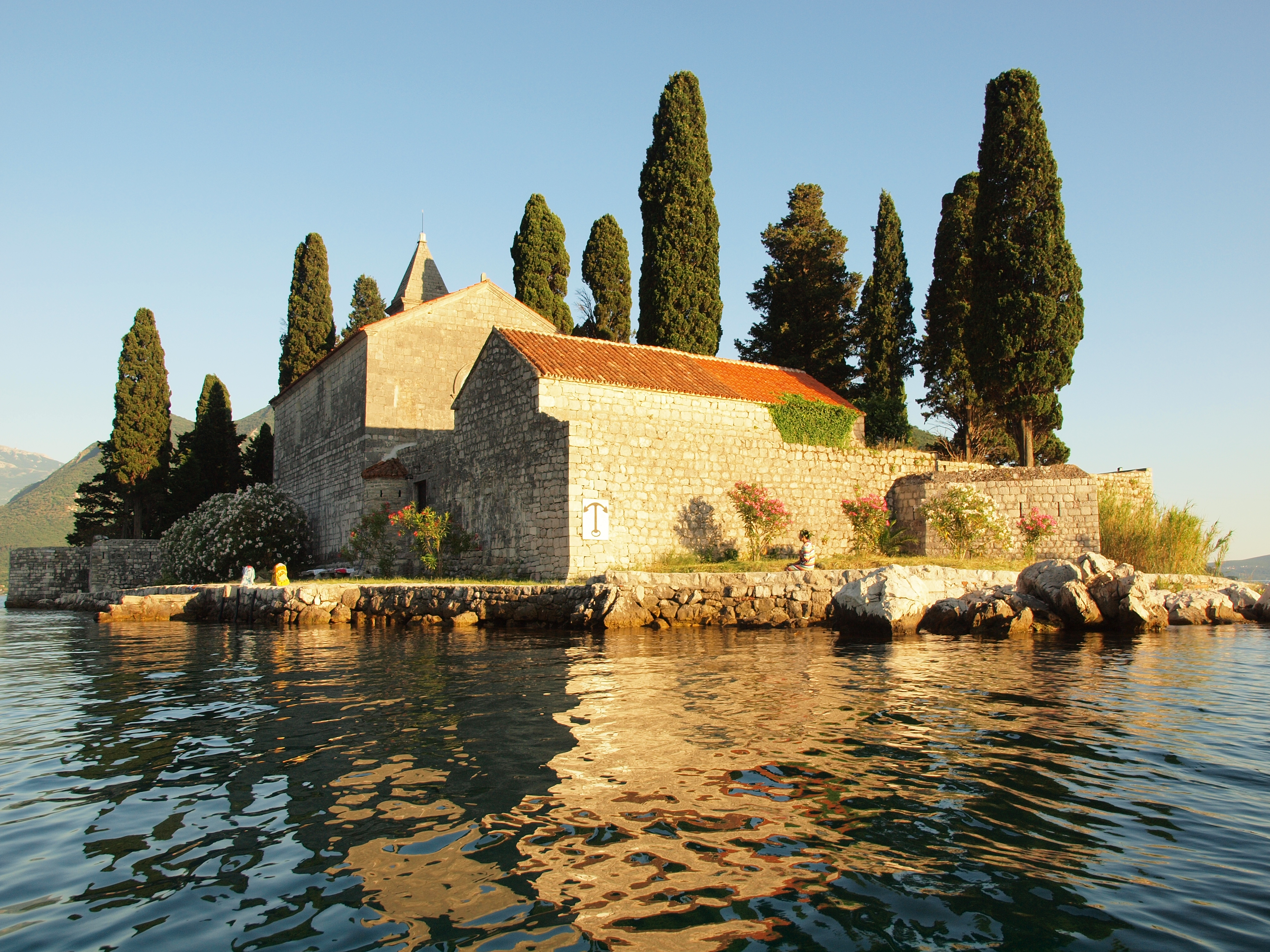
Le monastère.
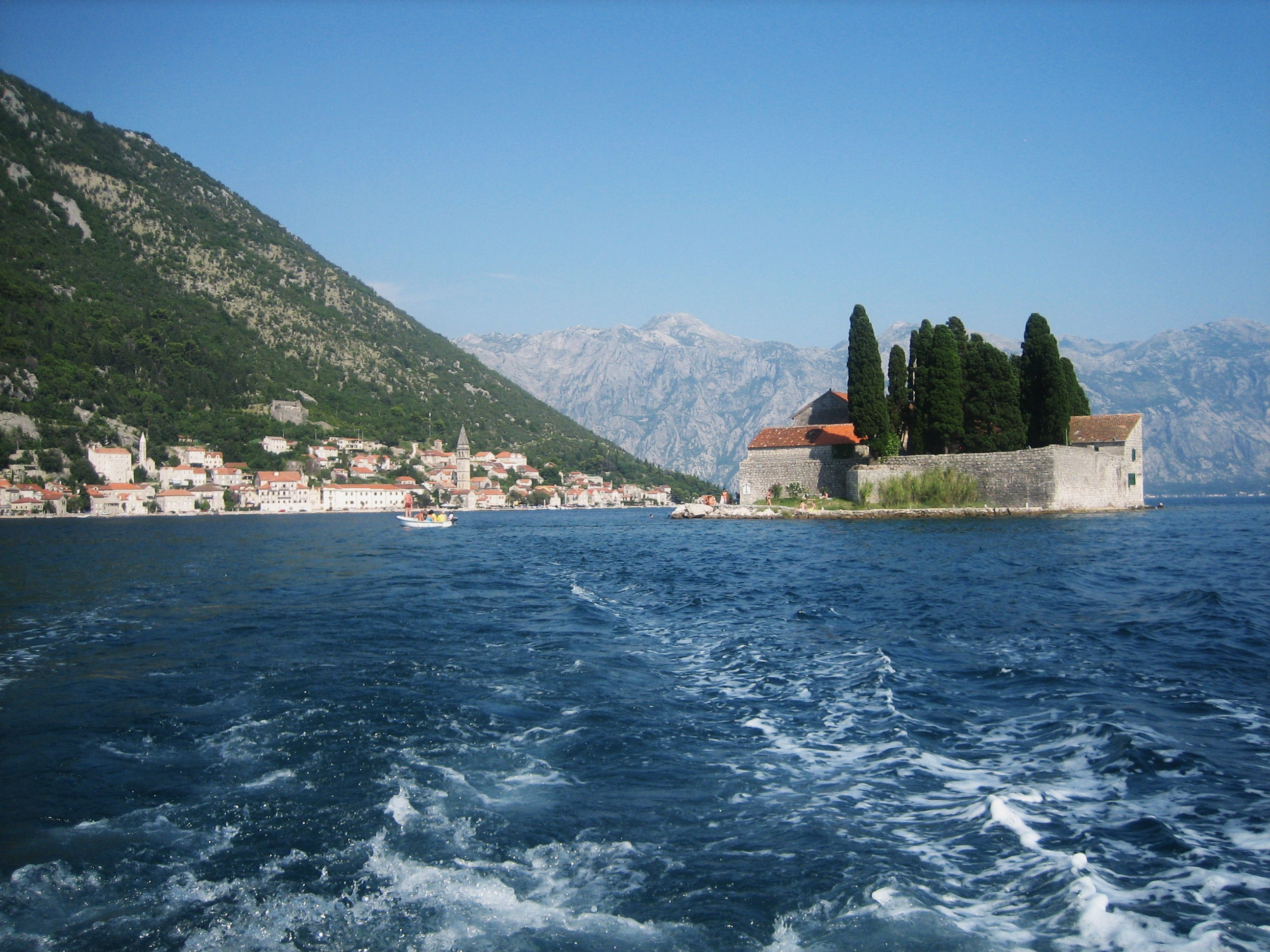
L'îlot Sveti Dorde.
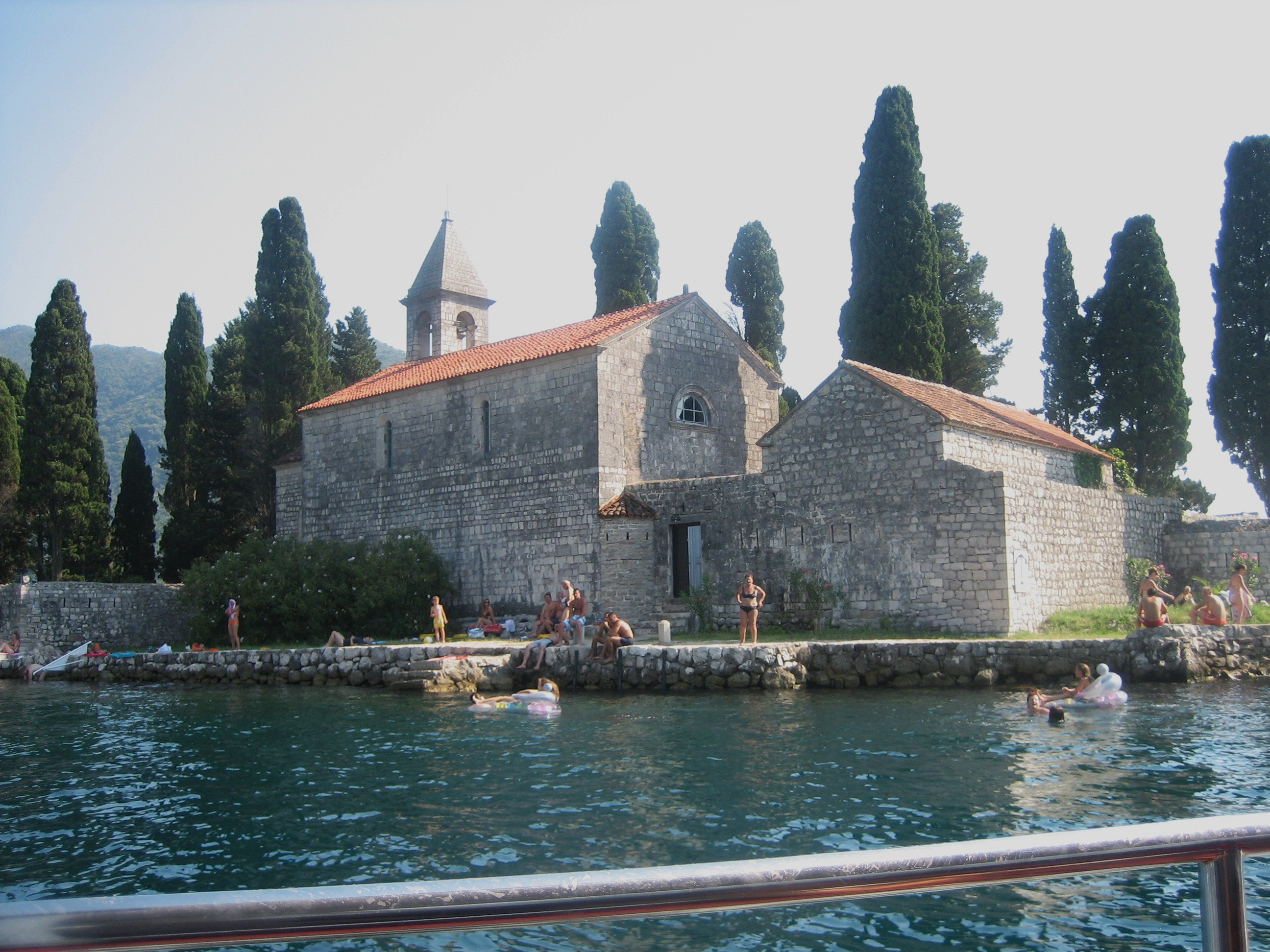
Entrée du monastère.
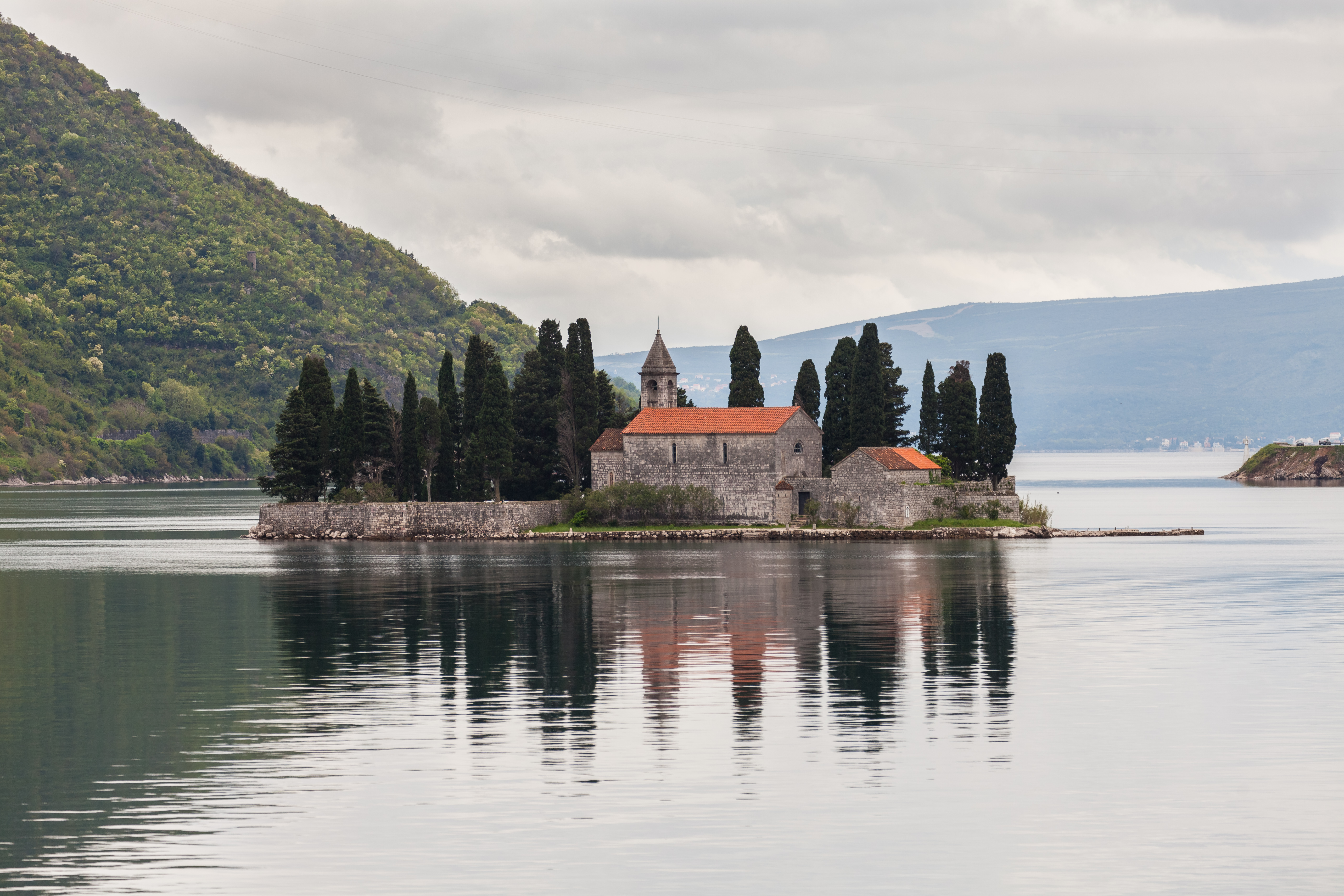
Vue avec les Bouches de Kotor au fond.
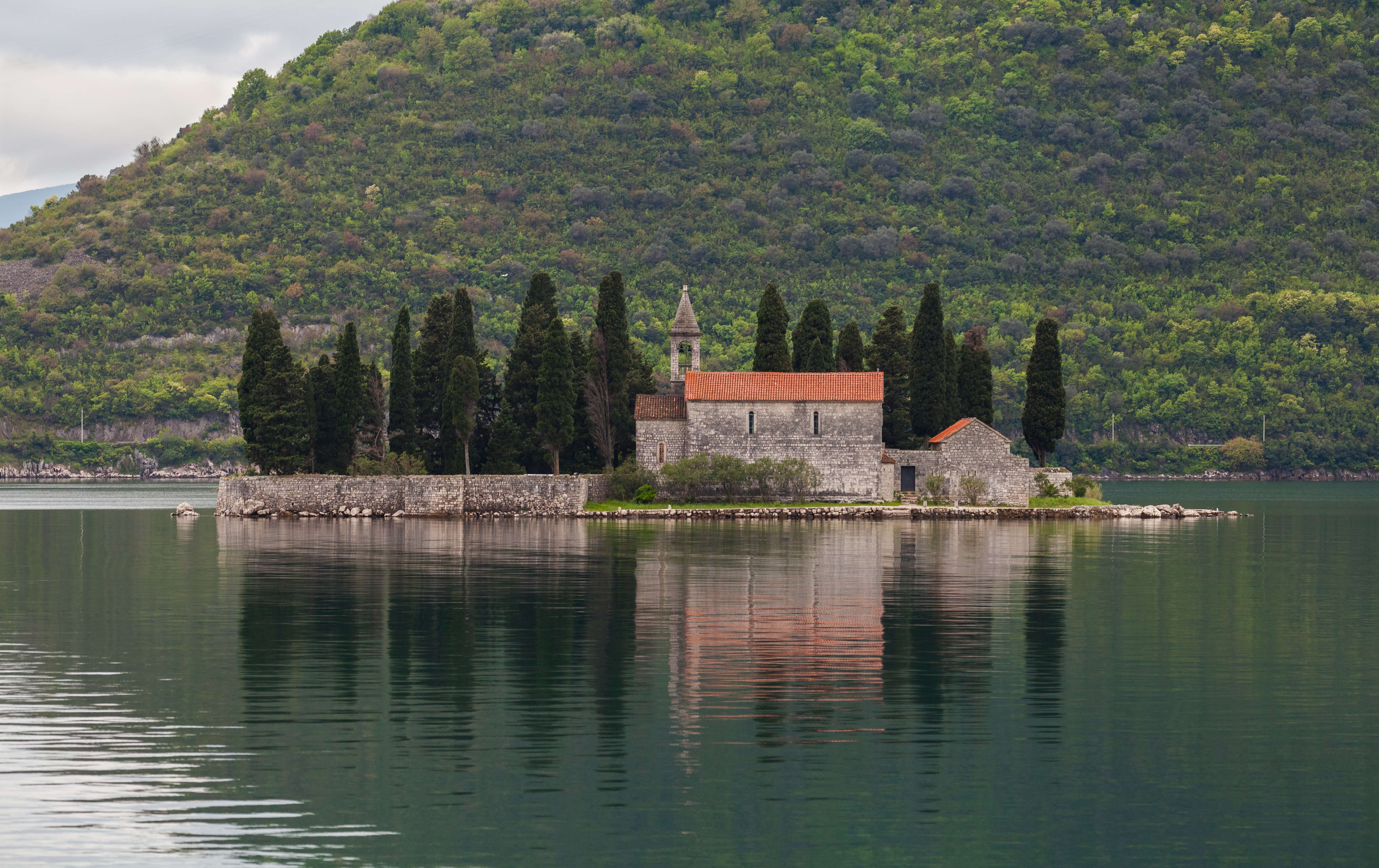
Vue du nord.
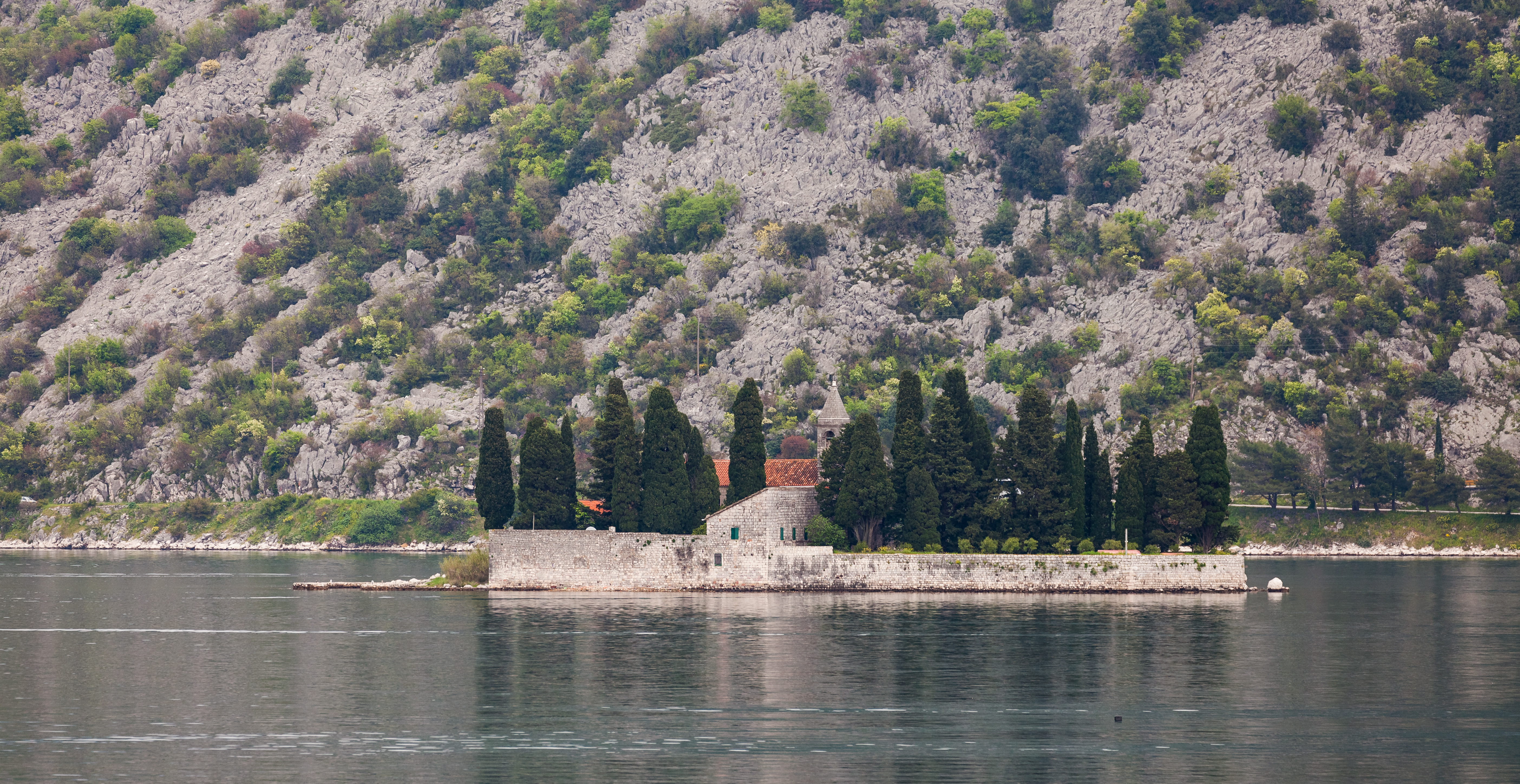
Vue du sud.